# Bugatti Type 30

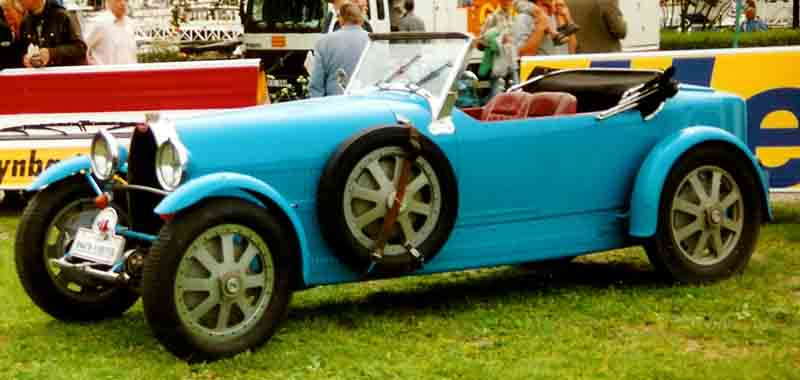
Bugatti Typ 43 1928

Bugatti Type 30 är en personbil, tillverkad av den franska biltillverkaren Bugatti mellan 1922 och 1926. Modellerna Type 38, Type 40, Type 43, Type 44 och Type 49 var varianter på samma chassi. 

## Type 28
Ettore Bugatti hade byggt raka åttacylindriga flygmotorer under första världskriget. Efter krigsslutet började han använda motortypen i sina bilar. Först ut blev Type 28.
Motorn hade tre ventiler per cylinder (två insugs- och en avgasventil) och en överliggande kamaxel i ett fast monterat cylinderhuvud. Bilen hade även transaxel.
Type 28 fanns kvar i Bugattis katalog till 1926, men troligen tillverkades bara en enda bil. Den finns idag på Musée National de l'Automobile de Mulhouse.

## Type 30
Bugattis första serietillverkade åttacylindriga modell var Type 30. Motorn var här på två liter och växellådan hade flyttats till en mer konventionell placering. Tidiga bilar hade chassi från Type 23, men snart infördes ett större chassi med längre hjulbas. Tidiga bilar hade även hydrauliska bromsar på framhjulen, i kombination med vajer-manövrerade bromsar bak. Dessa ersattes från 1925 med mekaniska bromsar runt om.
Type 30 kom även att bilda grund för den framgångsrika tävlingsbilen Type 35.

## Type 38

### Type 38
Från 1926 ersattes Type 30 av den uppdaterade Type 38.

### Type 38A
Motorn fanns även med kompressor i Type 38A. Av hela Type 38-produktionen var 39 stycken A-modeller.

### Motor
| Modell | Årsmodell | Motor                   | Cylindervolym | Effekt | Bränslesystem               |
| ------ | --------- | ----------------------- | ------------- | ------ | --------------------------- |
| T38    | 1926-27   | 8-cyl radmotor SOHC 24v | 1991 cm³      | 60 hk  | Dubbla förgasare            |
| T38A   | 1926-27   | 8-cyl radmotor SOHC 24v | 1991 cm³      | 100 hk | Enkel förgasare, kompressor |

## Type 40

### Type 40
Type 40 var en sportversion av den fyrcylindriga tävlingsbilen Type 37.

### Type 40A
1930 byggdes 40 exemplar av Type 40A med större motor.

### Motor
| Modell | Årsmodell | Motor                   | Cylindervolym | Effekt | Bränslesystem   |
| ------ | --------- | ----------------------- | ------------- | ------ | --------------- |
| T40    | 1926-30   | 4-cyl radmotor SOHC 12v | 1496 cm³      | 45 hk  | Enkel förgasare |
| T40A   | 1930      | 4-cyl radmotor SOHC 12v | 1627 cm³      | 50 hk  | Enkel förgasare |

- Wikimedia Commons har media som rör Bugatti Type 40.

## Type 43
Type 43 var en sportversion av tävlingsbilen Type 35B. Med racingmotorn var den troligen den snabbaste landsvägsvagnen på marknaden.
- Wikimedia Commons har media som rör Bugatti Type 43.

## Type 44
Från 1927 ersattes Type 38 av Type 44, med bland annat större motor och längre hjulbas.
- Wikimedia Commons har media som rör Bugatti Type 44.

## Type 49
Type 49 blev den sista Bugattin i serien med treventilsmotorer. Den ersatte Type 44 från 1930.